# Annoyance and Disappointment
Annoyance and Disappointment – drugi solowy album studyjny polskiego piosenkarza Dawida Podsiadły. Wydawnictwo ukazało się 6 listopada 2015 roku nakładem wytwórni muzycznej Sony Music Entertainment Poland. Pod względem muzycznym album łączy w sobie przede wszystkim rock, pop i indie folk. Na okładkę albumu wybrano oryginalny fragment obrazu szwedzkiego malarza Juliusa Kronberga – „David i Saul” z 1885 roku. Album zadebiutował na 1. miejscu polskiej listy przebojów – OLiS oraz osiągnął status diamentowej płyty.
Promocję Annoyance and Disappointment rozpoczęto we wrześniu 2015 roku, wraz z premierą pierwszego promującego singla – „W dobrą stronę”. Kompozycja zajęła m.in. 1. pozycję w notowaniu AirPlay – Top oraz 4. miejsce w notowaniu AirPlay – Nowości. 7 marca 2016 roku wydany został drugi singel, „Forest”. Trzecią piosenką promującą wydawnictwo została – „Pastempomat”. Na początku października 2016 w radiowej Trójce premierę miał singel „Tapety” - zwiastun rozszerzonej wersji wydawnictwa (sygnowanego jako „Annoyance and Disappointment 2.0”), które ukazało się 21 października 2016. W międzyczasie (18 listopada) album został wydany na płycie winylowej - pierwotnie był dostępny na CD i w dystrybucji cyfrowej. Piątym i ostatnim singlem promującym album została piosenka „Where Did Your Love Go?”, wydana do promocji radiowej na początku grudnia 2016. Dwupłytowa reedycja albumu pt. Annoyance and Disappointment 2.0 ze zmienioną okładką ukazała się w 2016 roku, promował ją singiel „Tapety”.

## Lista utworów
Opracowano na podstawie materiału źródłowego.
1. „Sunlight (Intro)” (sł. D. Podsiadło; muz. B. Kondracki, D. Podsiadło) – 1:58
2. „Forest” (sł. D. Podsiadło; muz. P. Jabłoński, W. Król, D. Podsiadło, M. Sęk, A. Świerkot, D. Walczak) – 3:38
3. „Block” (sł. D. Podsiadło; muz. B. Kondracki, D. Podsiadło) – 4:02
4. „Pastempomat” (sł. D. Podsiadło, K. Kozak; muz. B. Kondracki, D. Podsiadło) – 3:02
5. „Byrd” (sł. D. Podsiadło; muz.B. Kondracki, D. Podsiadło) – 3:51
6. „Cashew/161644” (sł. D. Podsiadło; muz. B. Kondracki, D. Podsiadło) – 3:59
7. „W dobrą stronę” (sł. D. Podsiadło; muz. B. Kondracki, D. Podsiadło) – 3:34
8. „Bela” (sł. D. Podsiadło; muz. P. Jabłoński, W. Król, D. Podsiadło, M. Sęk, A. Świerkot, D. Walczak) – 4:16
9. „Eight” (sł. D. Podsiadło; muz. D. Podsiadło, A. Świerkot) – 2:35
10. „Son of Analog” (sł. D. Podsiadło; muz. P. Jabłoński, B. Kondracki, W. Król, D. Podsiadło, M. Sęk, A. Świerkot, D. Walczak) – 6:25
11. „Where Did Your Love Go?” (sł. D. Podsiadło; muz. P. Jabłoński, W. Król, D. Podsiadło, M. Sęk, A. Świerkot, D. Walczak) – 4:02
12. „Focus” (sł. D. Podsiadło; muz. P. Jabłoński, W. Król, D. Podsiadło, M. Sęk, A. Świerkot, D. Walczak) – 3:26
13. „Four Sticks” (sł. D. Podsiadło; muz. P. Jabłoński, W. Król, D. Podsiadło, M. Sęk, A. Świerkot, D. Walczak) – 7:40

## Twórcy
- Dawid Podsiadło – śpiew
- Bogdan Kondracki – produkcja muzyczna
- Daniel Walczak – współproducent, kierownik muzyczny zespołu
- Aleksander Świerkot – gitara
- Michał Sęk – instrumenty klawiszowe, organy Hammonda
- Piotr Jabłoński – perkusja
- Wojciech Król – gitara basowa
- Dominika Krawczyk - skrzypce
- Michalina Werachowska - skrzypce
- Magdalena Gawrońska – oprawa graficzna

## Nagrody i nominacje
| Rok  | Konkurs                                | Kategoria                         | Rezultat    |
| ---- | -------------------------------------- | --------------------------------- | ----------- |
| 2015 | Podsumowanie portalu BrandNewAnthem.pl | Najlepsze polskie płyty 2015 roku | 10. miejsce |

## Sprzedaż

### Pozycje w notowaniach OLiS
OLiS jest ogólnopolskim notowaniem, tworzonym przez agencję TNS Polska na podstawie sprzedaży albumów muzycznych na nośnikach fizycznych (nie uwzględnia zatem informacji o pobraniach w formacie digital download czy odtworzeniach w serwisach streamingowych).
| Tydzień | 1       | 2       | 3       | 4       | 5       | 6       | 7       | 8       | 9       | 10      | 11      | 12      | 13      | 14      | 15      | 16      |
| ------- | ------- | ------- | ------- | ------- | ------- | ------- | ------- | ------- | ------- | ------- | ------- | ------- | ------- | ------- | ------- | ------- |
| Pozycja | 1       | 3       | 4       | 3       | 4       | 3       | 3       | 3       | 4       | 7       | 5       | 6       | 8       | 8       | 6       | 5       |
| Źródło  | [ 24 ]  | [ 25 ]  | [ 26 ]  | [ 24 ]  | [ 26 ]  | [ 27 ]  | [ 28 ]  | [ 29 ]  | [ 30 ]  | [ 31 ]  | [ 32 ]  | [ 33 ]  | [ 34 ]  | [ 35 ]  | [ 36 ]  | [ 37 ]  |
| Tydzień | 17      | 18      | 19      | 20      | 21      | 22      | 23      | 24      | 25      | 26      | 27      | 28      | 29      | 30      | 31      | 32      |
| Pozycja | 9       | 8       | 12      | 10      | 11      | 12      | 18      | 19      | 21      | 15      | 23      | 27      | 18      | 25      | 31      | 22      |
| Źródło  | [ 38 ]  | [ 39 ]  | [ 40 ]  | [ 41 ]  | [ 42 ]  | [ 43 ]  | [ 43 ]  | [ 44 ]  | [ 45 ]  | [ 46 ]  | [ 47 ]  | [ 48 ]  | [ 49 ]  | [ 50 ]  | [ 51 ]  | [ 52 ]  |
| Tydzień | 33      | 34      | 35      | 36      | 37      | 38      | 39      | 40      | 41      | 42      | 43      | 44      | 45      | 46      | 47      | 48      |
| Pozycja | 17      | 16      | 13      | 12      | 12      | 10      | 9       | 7       | 11      | 12      | 9       | 17      | 18      | 22      | 31      | 32      |
| Źródło  | [ 53 ]  | [ 54 ]  | [ 55 ]  | [ 56 ]  | [ 57 ]  | [ 58 ]  | [ 59 ]  | [ 60 ]  | [ 61 ]  | [ 62 ]  | [ 63 ]  | [ 64 ]  | [ 65 ]  | [ 66 ]  | [ 67 ]  | [ 68 ]  |
| Tydzień | 49      | 50      | 51      | 52      | 53      | 54      | 55      | 56      | 57      | 58      | 59      | 60      | 61      | 62      | 63      | 64      |
| Pozycja | 43      | 40      | 12      | 17      | 26      | 39      | 31      | 40      | 39      | 37      | 30      | 33      | 37      | 45      | 12      | 2       |
| Źródło  | [ 69 ]  | [ 70 ]  | [ 71 ]  | [ 72 ]  | [ 73 ]  | [ 74 ]  | [ 75 ]  | [ 76 ]  | [ 77 ]  | [ 78 ]  | [ 79 ]  | [ 80 ]  | [ 81 ]  | [ 82 ]  | [ 83 ]  | [ 84 ]  |
| Tydzień | 65      | 66      | 67      | 68      | 69      | 70      | 71      | 72      | 73      | 74      | 75      | 76      | 77      | 78      | 79      | 80      |
| Pozycja | 1       | 6       | 16      | 21      | 19      | 32      | 46      | 50      | 38      | 44      | 28      | 30      | 34      | 33      | 40      | 38      |
| Źródło  | [ 85 ]  | [ 86 ]  | [ 87 ]  | [ 88 ]  | [ 89 ]  | [ 90 ]  | [ 91 ]  | [ 92 ]  | [ 93 ]  | [ 94 ]  | [ 95 ]  | [ 96 ]  | [ 97 ]  | [ 98 ]  | [ 99 ]  | [ 100 ] |
| Tydzień | 81      | 82      | 83      | 84      | 85      | 86      | 87      | 88      | 89      | 90      | 91      | 92      | 93      | 94      | 95      | 96      |
| Pozycja | 37      | 44      | 41      | 45      | 48      | 43      | 39      | 29      | 25      | 20      | 23      | 23      | 28      | 29      | 41      | 45      |
| Źródło  | [ 101 ] | [ 102 ] | [ 103 ] | [ 104 ] | [ 105 ] | [ 106 ] | [ 107 ] | [ 108 ] | [ 109 ] | [ 110 ] | [ 111 ] | [ 112 ] | [ 113 ] | [ 114 ] | [ 115 ] | [ 116 ] |
| Tydzień | 97      | 98      | 99      | 100     | 101     | 102     | 103     | 104     | 105     | 106     | 107     | 108     | 109     | 110     | 111     | 112     |
| Pozycja | 47      | 45      | 47      | 41      | 22      | 28      | 40      | 50      | 49      | 22      | 31      |         |         |         |         |         |
| Źródło  | [ 117 ] | [ 118 ] | [ 119 ] | [ 120 ] | [ 121 ] | [ 122 ] | [ 123 ] | [ 124 ] | [ 125 ] | [ 126 ] | [ 127 ] |         |         |         |         |         |

| Miesiąc       | Pozycja |
| ------------- | ------- |
| Listopad 2015 | 2       |
| Grudzień 2015 | 2       |
| Styczeń 2016  | 6       |
| Luty 2016     | 10      |
| Marzec 2016   | 8       |
| Sierpień 2016 | 9       |
| Marzec 2017   | 6       |
| Kwiecień 2017 | 5       |

| Rok  | Pozycja |
| ---- | ------- |
| 2015 | 5       |
| 2016 | 7       |
| 2017 | 23      |

### Certyfikaty ZPAV
Certyfikaty sprzedaży są wystawiane przez Związek Producentów Audio-Video za osiągnięcie określonej liczby sprzedanych egzemplarzy, obliczanej na podstawie kupionych kopii fizycznych i cyfrowych, a także odtworzeń w serwisach streamingowych.
| Certyfikat         | Liczba egzemplarzy | Data              |         |
| ------------------ | ------------------ | ----------------- | ------- |
| złota płyta        | 15 000             | 2 grudnia 2015    | [ 139 ] |
| platynowa płyta    | 30 000             | 29 grudnia 2015   | [ 140 ] |
| 2x platynowa płyta | 60 000             | 27 kwietnia 2016  | [ 141 ] |
| 3x platynowa płyta | 90 000             | 30 listopada 2016 | [ 141 ] |
| 4x platynowa płyta | 120 000            | 14 czerwca 2018   | [ 142 ] |
| diamentowa płyta   | 150 000            | 14 czerwca 2018   | [ 142 ] |